# Elocutio
L'elocutio è una delle cinque fasi dell'organizzazione del discorso oratorio secondo il canone che la ars oratoria, cioè l'arte oratoria latina, definì, sulla base della retorica di tradizione greca.
Nella tradizione greca, le fasi del discorso erano quattro, una definizione che risale ad Aristotele:
- εὕρεσις (èuresis);
- οἰκονομία (oikonomìa);
- λέξις (lèxis);
- ὑποκριτική (yupokritiké).

A queste quattro fasi la tradizione latina fece corrispondere rispettivamente inventio, dispositio, elocutio e actio (o pronuntiatio) e aggiunse la fase della memoria, fra elocutio e actio.
In questo contesto, l'elocutio rappresenta l'elaborazione di un parlare ornato e rinvia dunque alla manipolazione e al perfezionamento prettamente linguistico di un discorso, i cui punti centrali e i cui argomenti sono stati individuati nella fase della inventio e disposti e ordinati nella dispositio. Elementi caratteristici della elocutio sono i tropi e le figure.
La tradizione latina individuò delle qualità specifiche del parlare ornato (dette virtutes elocutionis):
- puritas (la correttezza lessicale e grammaticale);
- perspicuitas (la nitidezza del discorso);
- ornatus (l'eleganza dell'espressione);
- aptum (l'armonia dell'orazione, tanto interna, nella definizione del rapporto tra le parti, quanto esterna, in rapporto all'argomento trattato, al contesto, al pubblico).

La virtus elocutionis detta aptum veniva poi meglio definita attraverso l'elaborazione di una dottrina dei genera elocutionis, in cui tali genera (cioè 'stili') si qualificavano in base all'argomento trattato, in modo da distinguere un genus humile ('stile umile'), un genus mediocre ('stile medio') e un genus grave ('stile sublime').
La retorica moderna, a partire dal XVI secolo, tese a identificare l'arte oratoria con l'elocutio e ciò fu anche uno dei motivi per cui la retorica in quanto tale finì per inaridirsi in una pratica del parlare ornato, di artifici e abbellimenti, raffinati ma vuoti, in quanto slegati da un palpabile contesto pratico.
Nel XIX secolo, la retorica, ormai pienamente identificata con l'arte del parlare ornato che era l'elocutio, era caduta in disgrazia e fu in quel periodo che il sostantivo retorica e l'aggettivo retorico assunsero quel carattere dispregiativo che hanno poi conservato nel tempo.